# Myospila piliungulis
Myospila piliungulis este o specie de muște din genul Myospila, familia Muscidae, descrisă de Xue și Yang în anul 1998.
Este endemică în Zhejiang. Conform Catalogue of Life specia Myospila piliungulis nu are subspecii cunoscute.